# Carlowrightia
Carlowrightia là chi thực vật có hoa trong họ Acanthaceae.